# Calliactis polypus
Calliactis polypus är en havsanemonart som först beskrevs av Forskål 1775.  Calliactis polypus ingår i släktet Calliactis och familjen Hormathiidae. Inga underarter finns listade i Catalogue of Life.

## Bildgalleri

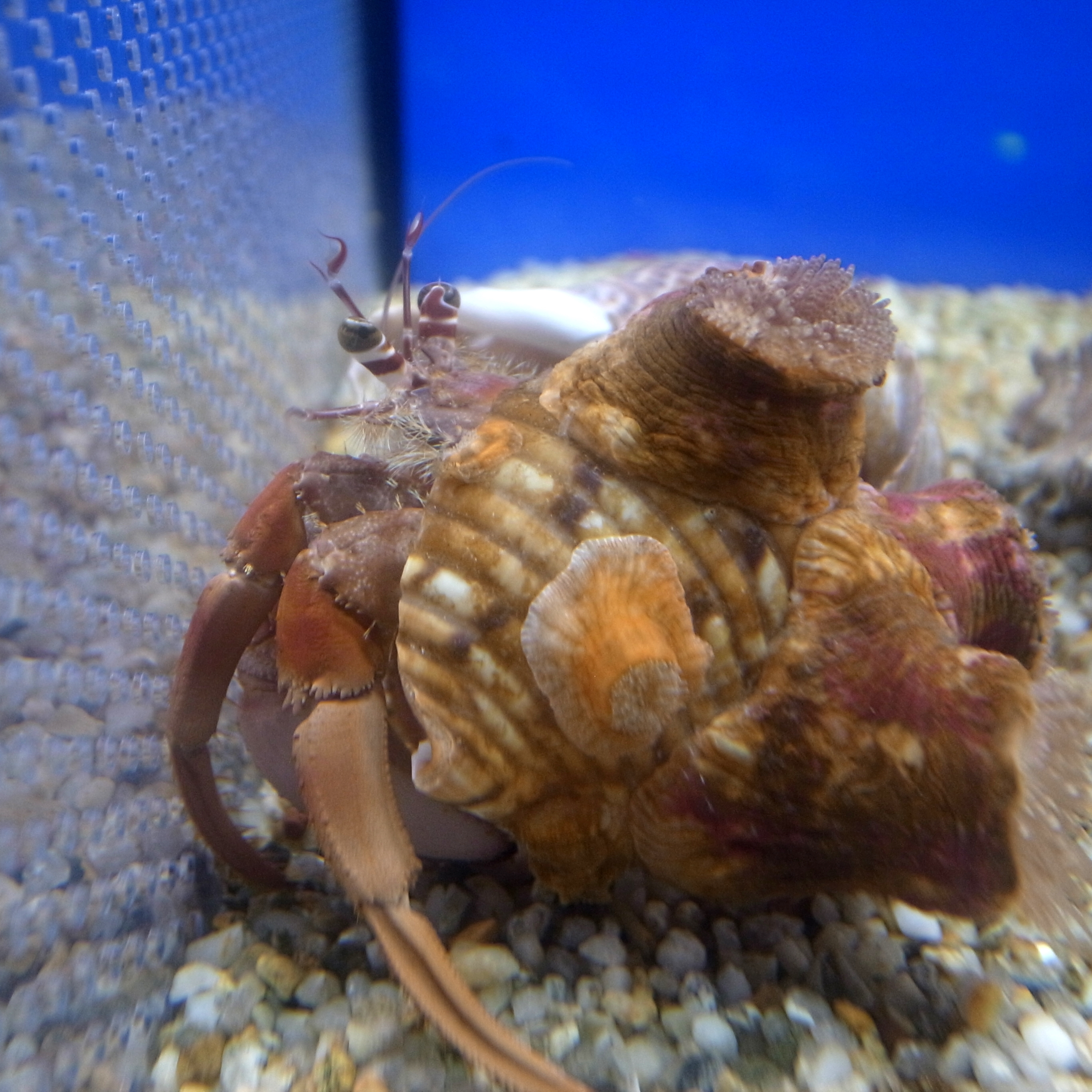